# Rue Martin Lindekens
La rue Martin Lindekens (en néerlandais: (Martin Lindekensstraat) est une rue bruxelloise de la commune de Woluwe-Saint-Pierre qui va de la rue Robert Thoreau à la rue Paul Lancsweert sur une longueur totale de 270 mètres.

## Historique et description
Le tronçon compris entre la rue Robert Thoreau et l'avenue du Val d'Or est créé par la famille de Selliers de Moranville et les demoiselles Luig, en même temps que les rues voisines. L'aménagement du tronçon semble exécuté vers 1921 par l'entrepreneur Victor Herman. Son urbanisation débute la même année. Un petit groupe de constructions jouxtant l'avenue du Val d'Or, perpétuant pour la plupart la tradition éclectique, s'aligne à front de rue.

### Origine du nom
Le nom de la rue vient du soldat Martin Joseph Desire Lindekens, né le 12 février 1893 à Saint-Josse-ten-Noode, mort de grippe et pneumonie le 30 septembre 1918 à Guemps en France lors de la première guerre mondiale. Il était domicilié en la commune de Woluwe-Saint-Pierre.

## Inventaire régional des biens remarquables

Au n° 35, une maison d'inspiration éclectique, de composition asymétrique de deux niveaux sous mansarde, dessinée par l'architecte Jan Troniseck en 1922[3].
Au n°45, une maison Art Déco dessinée par l'architecte Fernand Barbaix en 1935, construite par l'entrepreneur Pierre Verhaeren [4].
Au n°47, une maison Art Déco, à deux niveaux sous mansarde, dessinée par les architectes Antoine De Smedt et Pierre Vankerkhoven en 1935 [5].
Au n°49, une maison Art Déco de deux travées inégales et de trois niveaux sous toiture terrasse, dessinée par l'architecte Edmond Plétinckx en 1933 [6].
Au n°51, une maison Art Déco de deux niveaux, 1928 [7].
Aux n°55 et 57, villas jumelées de style cottage, architecte Léon Smets, 1919. Elles forment un volume d'un niveau sous haute toiture à croupes, flanqué d'avant-corps à toiture brisée débordante [8].